# Sergueï Kariakine (pentathlonien)
Pour les articles homonymes, voir Sergueï Kariakine (homonymie) et Kariakine.
Sergueï Kariakine (en russe : Сергей Николаевич Карякин, Sergueï Nikolaïevitch Kariakine), né le 5 janvier 1988 à Kouïbychev, est un athlète russe.

## Palmarès
| Discipline/Année                         | 2008 | 2009 | 2010 | 2011 |
| ---------------------------------------- | ---- | ---- | ---- | ---- |
| Jeux olympiques Individuel               | -    | -    | -    | -    |
| Championnats du monde seniors Individuel | -    | -    | -    | -    |
| Championnats du monde seniors Équipe     | -    | 2e   | -    | 1er  |
| Championnats du monde seniors Relais     | -    | -    | -    | -    |
| Coupe du monde seniors Individuel        | -    | -    | -    | -    |
| Championnats d'Europe seniors Individuel | -    | -    | -    | 2e   |
| Championnats d'Europe seniors Équipe     | -    | -    | -    | 1er  |
| Championnats d'Europe seniors Relais     | 1er  | -    | -    | -    |

Ce palmarès n'est pas complet